# Meridian Gaming
Meridian Gaming Ltd. es una empresa internacional que ofrece servicios de apuestas deportivas y juegos de azar en más de treinta países de Europa, América Latina y África. Registrada en Malta, la empresa es más conocida con el nombre de su marca Meridianbet, y en Serbia y el mercado de los Balcanes Occidentales opera como Meridian Tech. Además de ofrecer servicios de juegos de azar, la compañía ha ampliado su actividad a los medios de comunicación a través de la plataforma Meridian Sport. Utilizando tecnologías de software patentadas, opera en todo el mundo en plataformas minoristas, de escritorio, Android, iOS y móviles. La política comercial de la empresa está dedicada a la responsabilidad corporativa y se adhiere a los principios globales de las Naciones Unidas, luchando por el desarrollo sostenible.

## Historia y expansión global
La empresa fue fundada en 2001 durante la expansión de las apuestas deportivas en Serbia, y desde 2007 opera en Malta, donde todavía tiene su sede y donde tiene licencia de la Autoridad de Juego de Malta. Comenzando como una sucursal de casinos, en 2018 se expande al mercado global en línea.
Meridian opera en más de treinta países alrededor del mundo con su base principal en Serbia, Montenegro, Bosnia y Herzegovina, Malta y Chipre, y una presencia cada vez más significativa en México, Tanzania, Colombia, Perú, y en 2023 también entrará el mercado de Kenia.
En 2023, Meridian fue vendida a la empresa estadounidense Golden Matrix, conservando el derecho a conservar su marca. A través de esta empresa entró en la bolsa de valores estadounidense NASDAQ.

## Plataformas

### Meridianbet
Meridianbet, una plataforma de apuestas y juegos de azar en línea, incluye una amplia gama de deportes y apuestas en vivo, casino (tragamonedas en línea, juegos de mesa, incluida la ruleta), Win & Go (números), así como apuestas en eventos especiales. Una gran cantidad de juegos de casino se crearon en colaboración con el productor serbio Expanse Studio.

### Meridian Sport
Meridian Sport, una plataforma en línea con las últimas noticias del mundo del deporte, está activa desde 2017 y se publica desde 2001. La aplicación de Android del sitio está activa a partir de 2020 en Google Play. También existe el canal de YouTube de Meridian llamado Meridian TV, que presenta blogs y pódcast de actualidad con personalidades deportivas.

## Cooperación con clubes deportivos
Meridian patrocina más de 30 clubes y organizaciones deportivas de aficionados y profesionales en todo el mundo y, a menudo, apoya eventos deportivos regionales e internacionales. Aunque el mayor número de clubes son de los Balcanes occidentales, el más famoso de los cuales es el KK Crvena Zvezda, algunos de los clubes del mundo patrocinados por Meridian son el Valletta Football Club y el FC Zabar de Malta, el AEL Limassol BC de Chipre, Clube de Desportos da Costa do Sol de Mozambique, Pan African FC de Tanzania y otros.

## Actividades corporativas
De acuerdo con la política corporativa de la empresa, Meridian está profundamente comprometido con el trabajo humanitario y socialmente responsable, animando a sus usuarios a participar en la financiación de proyectos ambientales, sociales y humanitarios a través de diversas iniciativas. En 2023, se implementaron hasta 225 iniciativas de este tipo en todo el mundo. mundo.
Meridian apoya acciones de reforestación y ONG ambientalistas, en línea con la Política verde. Las actividades humanitarias van desde campañas locales y nacionales, hasta ayuda para iniciativas globales como el Fondo de Solidaridad Covid-19 de UNICEF, y apoyo a las comunidades afectadas por las inundaciones en Brasil. Durante la pandemia de Covid-19, la empresa donó más de un millón de euros para ayudar a personas e instituciones de todo el mundo y apoyó la campaña de inmunización de UNICEF. Después de la pandemia, las actividades continuaron. Una acción de ejemplo, como “Escanear. Ayuda"., la iniciativa financia la compra de equipos para hospitales de maternidad en el Sudeste de Europa.
Meridian también crea conciencia sobre la violencia contra las mujeres, el reciclaje y los animales abandonados. La ayuda se dirige a las comunidades locales (Dar Bjorn, Malta), y también cooperan con organizaciones humanitarias (Harizma, Chipre, Budi Human, Serbia, etc.).
La política de la empresa apoya la inversión en las generaciones jóvenes mediante la concesión de becas, donaciones a escuelas públicas y la organización de eventos deportivos para promover el deporte entre los jóvenes.